# Ye Shiwen
Ye Shiwen (Hangzhou, 1 maart 1996) is een Chinese zwemster. Ze kwam voor haar vaderland uit op de Olympische Zomerspelen 2012 in Londen.

## Carrière
Bij haar internationale debuut, op de Aziatische Spelen 2010 in Kanton, veroverde Ye de gouden medaille op de zowel de 200 als de 400 meter wisselslag. In Dubai nam de Chinese deel aan de wereldkampioenschappen kortebaanzwemmen 2010, op dit toernooi sleepte ze de zilveren medaille in de wacht op zowel de 200 als de 400 meter wisselslag.
Op de wereldkampioenschappen zwemmen 2011 in Shanghai legde Ye, op de 200 meter wisselslag, beslag op de wereldtitel, daarnaast eindigde ze als vijfde op de 400 meter wisselslag. 
Tijdens de Olympische Zomerspelen van 2012 in Londen veroverde de Chinese de gouden medaille op zowel de 200 als de 400 meter wisselslag. Op de 400 meter wisselslag verbeterde ze het wereldrecord, doordat zij de laatste 50 meter van deze afstand sneller zwom dan de olympisch kampioen bij de mannen, de Amerikaan Ryan Lochte, werd deze prestatie door diverse media in twijfel getrokken. Op de 4x200 meter vrije slag eindigde ze samen met Wang Shijia, Liu Jing en Tang Yi op de zesde plaats. In Istanboel nam Ye deel aan de wereldkampioenschappen kortebaanzwemmen 2012. Op dit toernooi werd ze wereldkampioene op de 200 meter wisselslag, op de 400 meter wisselslag sleepte ze de zilveren medaille in de wacht.

## Internationale toernooien
| Jaar | Olympische Spelen                                        | WK langebaan                                               | WK kortebaan                      | PanPacs       | Aziatische Spelen                 |
| ---- | -------------------------------------------------------- | ---------------------------------------------------------- | --------------------------------- | ------------- | --------------------------------- |
| 2010 |                                                          |                                                            | 200m wisselslag · 400m wisselslag | geen deelname | 200m wisselslag · 400m wisselslag |
| 2011 |                                                          | 200m wisselslag · 5e 400m wisselslag                       |                                   |               |                                   |
| 2012 | 200m wisselslag · 400m wisselslag · 6e 4x200m vrije slag |                                                            | 200m wisselslag · 400m wisselslag |               |                                   |
| 2013 |                                                          | 4e 200m wisselslag 7e 400m wisselslag 4e 4x200m vrije slag |                                   |               |                                   |

## Persoonlijke records
Bijgewerkt tot en met 15 december 2012
Kortebaan
| Afstand         | Tijd    | Datum            | Plaats    |
| --------------- | ------- | ---------------- | --------- |
| 200m wisselslag | 2.04,64 | 15 december 2012 | Istanboel |
| 400m wisselslag | 4.23,33 | 12 december 2012 | Istanboel |

Langebaan
| Afstand         | Tijd         | Datum        | Plaats |
| --------------- | ------------ | ------------ | ------ |
| 200m wisselslag | 2.07,57      | 31 juli 2012 | Londen |
| 400m wisselslag | 4.28,43 (WR) | 28 juli 2012 | Londen |